# ريزدنت إيفل: ذا دارك سايد كرونيكلز

قرص ضوئي بالنسخة اليابانية

ريزدنت إيفل: ذا دارك سايد كرونيكلز (بالإنجليزية: Resident Evil: The Darkside Chronicles)‏ الشر المقيم: سجلات الجانب المظلم هي لعبة فيديو من نوع تصويب صدرت في عام 2009 لـ وي وهي من تطوير شركتي كابكوم وكافيا ونشر شركتي كابكوم وتي إتش كيو.

## القصة
تدور القصة حول التجارب والمآسي الشخصية في السلسلة . التركيز الرئيسي يكون على ريزدنت إيفل 2 وريزدنت إيفل كود: فيرونكا . في قسم ريزدنت إيفل 2 يأخذ اللاعب دور ليون كيندي وكلير ريدفيلد مع شيري بيركين كمرافقة في فصل واحد من اللعبة . في قسم ريزدنت إيفل كود: فيرونكا تكون البطلة هي كلير ريدفيلد بمرافقة زميلها ستيف ولاحقاً أخوها كريس ريدفيلد .
و أيضا فصل جديد تدور أحداثه بأمريكا الجنوبية قبل أحداث الجزء الرابع حيث نشاهد شخصية ليون كيندي بمهمة جديدة بمساعدة (صديق) جديد له يدعى كراوزر (من هنا نتعرف على قصة كراوزر قبل ظهوره بالجزء الرابع)، المهمة الرئيسية للفريق هي بإيجاد شخص قذر يدعى خافيير له علاقة أو صلة مؤخرا بأحد الأشخاص القريبين من امبرلا، خافيير معروف بكونه واحد من أشهر الأسماء التي تقف خلف تجارة المخدارت وغيرها من الجرائم بالمنطقة، هنا نتعرف على فتاة تدعى مانويلا ولها ارتباط كثير بالقصة.

## وصلات خارجية
- الموقع الرسمي
- Official website (باليابانية)